# Louis Lefèvre de Caumartin
Pour les autres membres de la famille, voir Famille Le Fèvre de Caumartin.
Pour les articles homonymes, voir Lefèvre et Caumartin.
Louis Lefèvre de Caumartin, seigneur de Caumartin (Crécy-en-Ponthieu) et de Boissy-le-Châtel, baron de Saint-Port, vicomte de Rue, né en 1552 et mort le 21 janvier 1623 à Paris, est un homme d'État français. 

## Biographie

### Sous Henri IV
Il a été reçu conseiller au parlement de Paris le 1er août 1579 et rendit hommage en janvier 1580. Il partage la succession de son père avec ses frères et sœurs en 1582 et rend hommage au roi pour la seigneurie de Caumartin. Il est nommé maître des Requêtes de l'Hôtel du roi le 4 octobre 1585 et président du Grand Conseil le 2 juin 1587. 
Il est nommé par le roi intendant de justice en l'armée de Poitou en 1588. Après l'assassinat du duc de Guise, le roi lui demande de se transporter dans les villes de Tours, de Nantes et dans les villes voisines pour informer les habitants et les maintenir dans l'obéissance du roi. Il est nommé intendant en Picardie en 1590. Quand les Espagnols prennent la ville d'Amiens, il ne put en sortir qu'après avoir payé une forte rançon.
Il prête serment pour la charge de secrétaire d'État, le 19 octobre 1594. En 1597, il est envoyé en Lyonnais, en Berry, et en Auvergne pour mettre de l'ordre dans l'administration des finances. Après la paix de Vervins, en 1598, on lui donne la même mission en Normandie. Henri IV l'envoie ensuite en Auvergne auprès de la reine Marguerite de Valois pour obtenir son consentement pour la dissolution de son mariage. Il en profite pour arrêter des troubles séditieux en Haute-Auvergne. Il est reçu conseiller d'honneur au parlement de Paris en janvier 1600.
On le charge ensuite de régler les différends avec l'Espagne concernant les limites des deux royaumes. Il se montre habile dans ces négociations. On lui confie le poste d'ambassadeur de France en Suisse en 1605 pour renouveler l'alliance avec les cantons.

### Sous Louis XIII
Il accompagne Louis XIII comme conseiller du roi aux États du Languedoc et de Bretagne. Il est donné comme conseil au connétable de Luynes quand ce dernier est garde des sceaux.
Toujours sous le cancellariat de Nicolas Brûlart de Sillery, il est élevé, à la suite du décès de Méry de Vic, à la dignité de garde des sceaux de France par lettres-patentes données au camp de Montpellier, le 23 septembre 1622. Il le reste jusqu'à sa mort le 21 janvier 1623. Le chancelier de Sillery se voit, deux jours plus tard, réattribué les sceaux jusqu'à sa mort. 

## Seigneuries
Au début du XVIIe siècle, il fait construire le château de Sainte-Assise sur ses terres de Saint-Port, érigées pour lui en baronnie. En 1606, il achète le château des Bergeries à Draveil ; en 1608, il acquiert le château de Boissy-le-Châtel et la seigneurie de Rouvres.

## Décès
Il meurt à Paris, en 1623, âgé de 71 ans. Il est inhumé en l'église Saint-Nicolas-des-Champs  - il en avait été marguillier, comme son père - dans la chapelle qu'il avait acquise en 1587, avec sa femme Marie Miron, laquelle mourra en 1645. On connaît le texte de leurs épitaphes.

## Famille et descendance
Louis I Lefèvre de Caumartin (1552-1623) est le fils de Jean Lefèvre (mort en 1579), seigneur de Caumartin, de Rossignol, de Vic-sur-Authie, de Saint-Marc, de Sauvilliers, baron de Saint-Port, et de Marie Varlet (morte en 1581).
Il épouse, en 1582, Marie Miron (morte le 4 juin 1645), fille de Marc Miron, seigneur de l'Hermitage, premier médecin d'Henri III, conseiller au conseil privé du roi, et de Marie Gentien.

De leur union naquirent :
- Louis II Le Fèvre de Caumartin (1586-1624), seigneur de Caumartin, père de Louis-François Le Fèvre de Caumartin ;
- Jacques Le Fèvre de Caumartin, marquis de Cailly, conseiller d'état et ambassadeur en Suisse. Mort d'apoplexie, le 11 décembre 1667 ; son petit-fils Henri-Louis fut tué au service à Turin en 1706 (s.a.)[4].
- N... Le Fèvre de Caumartin, abbé de Saint-Quentin-en-l'Isle ;
- François Lefèvre de Caumartin (1592-1652), également abbé de Saint-Quentin-en-l'Isle, puis évêque d'Amiens ;
- Marie Le Fèvre de Caumartin, religieuse ursuline ;
- Anne Le Fèvre de Caumartin, mariée le 24 mai 1615 à Charles-Emmanuel de Bossut, baron d'Escry et de Saint-Seyne (tué au siège de Saint-Jean-d'Angély en 1621), neveu du cardinal de Retz.

## Publication
Il est auteur de Mémoires conservés manuscrits à la Bibliothèque nationale de France.